# Return in Bloodred
Return in Bloodred – debiutancki album niemiecko/rumuńskiej grupy power metalowej Powerwolf wydany 4 kwietnia 2005 roku przez Metal Blade Records.

## Lista utworów
1. "Mr. Sinister" -	04:39
2. "We Came to Take Your Souls" -	04:01
3. "Kiss of the Cobra King" -	04:32
4. "Black Mass Hysteria" -	04:12
5. "Demons & Diamonds" -	03:39
6. "Montecore" -	05:19
7. "The Evil Made Me Do It" -	03:39
8. "Lucifer in Starlight" -	04:50
9. "Son of the Morning Star" -	05:12

## Wykonawcy
- Attila Dorn – śpiew
- Matthew Greywolf – gitara
- Charles Greywolf – gitara basowa
- Falk Maria Schlegel – instrumenty klawiszowe
- Stéfane Funèbre – perkusja